# 中村和美
中村 和美（なかむら かずみ、現姓：永田、1971年2月24日 - ）は、日本の元女子バレーボール選手。元全日本代表、日本バレーボール協会職員・バレーボール日本女子代表マネージャー。

## 来歴
石川県羽咋郡宝達志水町（旧押水町）出身。小学校5年生の時に母・姉の影響を受け、バレーボールを始める。高校を卒業した1989年ユニチカに入社、同社のバレーボールチームであったユニチカ・フェニックスに籍を置いた。同年8月世界ジュニア女子（U-20）バレーボール選手権に出場し銅メダルを獲得、ベスト6にも選ばれた。このときのチームメイトの一人に多治見麻子がいる。翌1990年アジアジュニア選手権では主将を務め優勝に貢献、MVPにも選ばれた。
1991年全日本代表に初選出。同年開催のワールドカップに出場した。オリンピックには1992年バルセロナ、1996年アトランタと2大会連続出場したが、いずれもメダル獲得はならなかった。
ユニチカでは1997年第4回Vリーグで主将を務め、翌1998年に現役引退。その後マネージャーに転向してチームに残り、1999年まで務めたが、ユニチカの廃部に伴い同年で退社した。
公式競技に採用されて以降初めて日本が出場を逃した、2000年シドニーオリンピックにボランティアとして参加。その後日本バレーボール協会に職員として採用され、2004年から全日本代表のマネージャーを務めており、2004年アテネオリンピック、2008年北京オリンピックでは、サポート役として参加している。

## 人物・エピソード
- 髪の毛が天然パーマ。
- 小柄ながらも豪快なプレーぶりがキューバ選手のようだったので、高校進学後まもなくキュウちゃんというニックネームがついた[1]。
- 故郷である宝達志水町の観光大使を務めている[2]。

## 球歴
- 全日本代表 - 1991-1993年、1995-1996年

- 主な国際大会出場歴
  - オリンピック - 1992年、1996年
  - ワールドカップ - 1991年、1995年

## 受賞歴
- 1991年 - 第40回黒鷲旗 ベスト6
- 1992年 - 第41回黒鷲旗 ベスト6
- 1996年 - 第3回Vリーグ レシーブ賞
- 1996年 - ワールドスーパーチャレンジ ミキプルーン賞（ベストリベロ）

## 所属チーム
- 旧押水町立押水中学校
- 石川県立金沢商業高等学校
- ユニチカ・フェニックス（1989-1999年）